# ハヴァント (駆逐艦)
|          |                                                                |
| 艦歴     |                                                                |
| 発注     |                                                                |
| 起工     | 1938年3月30日                                                  |
| 進水     | 1939年7月17日                                                  |
| 就役     | 1939年12月19日                                                 |
| 退役     |                                                                |
| その後   | 1940年6月1日に戦没                                             |
| 除籍     |                                                                |
| 性能諸元 |                                                                |
| 排水量   | 基準 1,350トン、 満載 1,883 トン                               |
| 全長     | 323 ft (98.5 m)                                                |
| 全幅     | 33 ft (10.1 m)                                                 |
| 吃水     | 12 ft 5 in (3.8 m)                                             |
| 機関     | パーソンズ式ギアード・タービン 3缶、2軸推進、34,000 hp (30 MW) |
| 最大速   | 36ノット (67 km/h; 41 mph)                                     |
| 乗員     | 145名                                                          |
| 兵装     | 4.7インチ砲3門 0.5インチ対空機銃8基 21インチ魚雷発射管8門      |

ハヴァント (HMS Havant, H32) はイギリス海軍の駆逐艦。もともとブラジル海軍向けに建造され、1939年9月にイギリスが買収したH級駆逐艦6隻の内の1隻で、旧艦名はファヴァリ (Javary)。

## 艦歴
1938年3月30日起工。1939年7月17日進水。1939年12月19日就役。第9駆逐群に所属。
1940年4月、フェロー諸島占領にあたる重巡洋艦「サフォーク」を護衛。5月、アイスランドへ兵員を運ぶ船舶を護衛。
続いて「ハヴァント」はダイナモ作戦に参加。1940年6月1日、「ハヴァント」は3度兵員の輸送を行い一度目は500人、2度目は932人、3度目は1000人を運んでいた。そして4度目で500人を乗せ戻る途中爆撃で損傷した駆逐艦「アイヴァンホー」から負傷した乗員と乗せていた兵員を移乗させた。しかし、ドーバーへ向かう途中で「ハヴァント」も爆撃により直撃弾2発と至近弾1発を受け損傷。掃海艇「Saltash」が曳航を試みたが「ハヴァント」は沈没した。「ハヴァント」乗員の死者は8名、負傷者は25名であった。ほかに少なくとも兵士25名が死亡した。